# 醍醐安之助
醍醐 安之助（だいご やすのすけ、1912年6月9日 - 1991年11月3日）は、日本の政治家。東京都議会議員（11期、自由民主党）、第18代東京都議会副議長、第24代東京都議会議長。
実弟の醍醐幸右衛門(勲六等瑞宝章受賞)とともに東京都馬主会を設立し、初代会長として大井競馬場の発展(国内、国際共)に尽力。政治家としても、日本初のナイター競馬開催の為に競馬法改正を実現させた。それらの功績が高く評価され、大井競馬場内には銅像が建立されている。
親族に　醍醐博明（だいごひろあき）がいる。

## 経歴
1912年、東京府荏原郡蒲田村生まれ。
戦後の混乱期の中、東京都大田区小林町で新田マーケットや下丸子マーケットなどの私設小売市場を経営。東京露天商同業組合の蒲田支部長も務めていた。
1947年、大田区から第1回東京都都議会議員選挙に立候補し当選。以後、当選を続け、1964年には第18代東京都議会副議長に就任。翌年、議長選挙に関連する汚職事件(東京都議会黒い霧事件)が発生。贈賄容疑で逮捕され辞職した小山貞雄議長に代わり、議長代行として議会運営を行った。総辞職を求める社会党ら都議会野党に対し、引き延ばしを図るも失敗。都議会自民党本部は、自民党議員全員に辞表を出させることで、議員総辞職の形による都議会解散を目指した。その後、自民党本部の了解は得られたものの、一部議員の抵抗に会い失敗し、都議会自民党の執行部は退陣した。ほどなくして、醍醐も副議長及び議員を辞職した。その後、野党4党（社会党・公明党・民社党・共産党）を中心にリコールの署名活動が始まる中、自民党は地方公共団体の議会の解散に関する特例法を即時公布し、都議会は解散。1965年東京都議会議員選挙が行われた。自民党から出馬した醍醐にとっては厳しい選挙であり、定数8の大田区選挙区で得票数は8番目。ギリギリでの当選であった。また、開戦前に自民党は大田区で4議席を確保していたが、当選したのは醍醐のみであった。都議会全体を見ても、自民党は大きく議席を減らし、社会党が第一党となった。
選挙から4ヶ月が経った同年11月、自身が所有する自動車と東急池上線の車両が衝突する事故が起こった。車内には、お抱えの運転手の他、醍醐の実弟、ホステス2名が同乗しており、ホステス1名以外の4名は即死した。
1967年に革新統一系の美濃部亮吉が東京都知事に当選して以降、都議会自民党は少数野党となった。1969年と1973年の都議会議員選挙で、自民党は過半数を取れないながらも第一党を維持し、自民党から議長を、公明党から副議長を出し合った。1973年に、醍醐は都議会議長に就任。美濃部都政下の野党議長として難しい議会運営を行うこととなった。1974年には全国都道府県議会議長会の会長に選任された。1975年、美濃部知事が三期目の当選を果たした直後の都議会では、水道料金の値上げ案に端を発する美濃部知事ら与党と自民党の対立が激化。同年12月に醍醐は健康上の理由で議長を辞任した。
議長辞任後も連続当選は続き、1978年には、「三十年勤続議員表彰」第一号として、葛飾区選出の村田卯之助と共に表彰された。1982年には勲二等瑞宝章を受章している。
1989年、東京都議会議員選挙には出馬せず政界引退。のちに野田内閣で国家公安委員会委員長を務めた松原仁は同選挙区で初当選を果たしている。
1991年11月2日、46人目の名誉都民となった。通例では、名誉都民に選定される際、条例 に基づき東京都名誉都民選考委員会による審議が行われるが、醍醐の場合は、告別式に間に合わせるための特例という理由で、知事の専決処分で決定された。同年11月3日死去。天皇より弔電及び弔花をうける。葬儀委員長は中曽根康弘。石原慎太郎、山東昭子などが参列。葬儀・告別式場所は東京都大田区池上本門寺。墓標は中曽根が揮毫した。

## 役職
- 東京都議会議長（第24代 1973〜1975年）[4]
- 全国都道府県議会議長会会長（第23代 1974年7月31日〜1975年6月16日）
- アジア消防長協会 会長
- 全国消防長会 会長
- 東京都傷痍軍人会 会長
- 東京都テコンドー協会連盟　第二回、第三回 大会会長（第二回大会　1987年6月28日、第三回大会　1988年5月22日）[16]

## 競走馬の馬主
第18回川崎記念 1968年2月18日
- 優勝馬 マーブルアーチ
- 性齢 牡4
- 所属 大井
- 勝時計 2:17.9
- 優勝騎手 赤間清松
- 管理調教師 栗田武